# Ekstranet
Ekstranet je privatna mreža s ograničenim pristupom unutar jedne tvrtke koja uz pomoć internetskih protokola,“klijentsko-poslužiteljske arhitekture“ (client/server architecture) i „javnog telekomunikacijskog sustava“ („public telecommunication system“) sigurnosnim putem sudjeluje u poslovnim informacijama i operacijama s dobavljačima ,kupcima,poslovnim partnerima,mušterijama te za ostale privatne aktivnosti.Ekstranet može biti viđen i kao dio tvrtkinog intraneta koji se preko interneta proteže i izvan kompanije.Okarakteriziran je kao „mjesto pod prismotrom“ („state of mind“) u kojem je internet shvaćen kao klijent uz čiju pomoć ostale kompanije s pravom pristupa mogu stupiti u kontakt s dotičnom kompanijom.
Ukratko,extranet je shvaćen kao privatni intranet prikazan na internetu koji uz pomoć administratora kontrolira pristupačnost te nije svima dostupan.
Tijekom kasnih 90-ih godina prošlog stoljeća nekoliko kompanija je počelo koristiti naziv „ekstranet“ kako bi opisali centralno spremište podataka s bazom podataka namijenjenom za pristupačnost autoriziranim članovima partnerske kompanije.Po mnogima, riječ ekstranet je samo „moderan naziv“ („buzzword“) koji opisuje nešto što se radi već desetljećima : međusobno povezivanje kao stvaranje vlastite privatne mreže (VPN).Kao razlika tome navodi se kako je kod ekstraneta prikaz osiguran preko mreže, a ne preko „fizičke poveznice“ („physical line“).Kao objašnjenje RFC 4364 kaže:“ If all the sites in a VPN are owned by the same enterprise, the VPN is a corporate intranet. If the various sites in a VPN are owned by different enterprises, the VPN is an extranet.“ Ili ukratko: „Ako su svi dijelovi privatne mreže u vlasništvu jedne kompanije govorimo o intranetu,a ako je samo segment toga vidljiv drugom poduzeću ili kompaniji riječ je o ekstranetu.“

### Upotreba Ekstraneta
- Razmjena velike količine podataka (Electronic Data Interchange)
- Dijeljenje kataloga proizvoda svim partnerima i onima zaduženim za prodaju
- Surađivanje s kompanijama s istim granama razvoja
- Zajedničko razvijanje programa i ideja s ostalim kompanijama
- Razmjenjivanje novosti između partnerskih kompanija
- Dobavljanje i pristupačnost informacija jedne kompanije prema ostalim

### Vrste Ekstraneta
- Uzajamni extranet – Svaka od organizacija omogućuje svojem poslovnom partneru pristup specifičnim informacijama sa svojeg intraneta
- Središnji extranet – Jedna organizacija omogućuje pristup specifičnim poslovnim informacijama svim poslovnim partnerima

### Zaštita Ekstraneta
Zaštita ekstraneta provodi se putem posebnih sigurnosnih stijena ili zidova. Načelo otvorenosti ekstraneta narušava se samo u sferi zaštite od neovlaštenog korištenja tako da sigurnosni zid dopušta izlaz svim korisnicima ekstraneta na Internet, a s interneta dopušta ulaz na ekstranet samo za to ovlaštenim korisnicima.